# Synchondrose
Une synchondrose (ou articulation cartilagineuse primaire) est un type d'articulation cartilagineuse où les os sont reliés par du cartilage hyalin. Du point de vue fonctionnel, ce sont des synarthroses.
Il en existe deux types : des synchondroses intra-osseuses et des synchondroses interosseuses.
On peut également les distinguer en fonction de leur durée d'existence durant la vie d'un individu : il en existe des permanentes et des temporaires qui disparaissent au cours de la croissance.

## Synchondroses permanentes

### Synchondroses interosseuses
- La synchondrose de la première côte qui unit la première côte au premier cartilage costal.
- La synchondrose pétro-occipitale entre la partie pétreuse de l'os temporal et le bord latéral de la partie basilaire de l'os occipital.
- La synchondrose sphéno-ethmoïdale entre le bord postérieur de la lame criblée de l'ethmoïde et le jugum sphénoïdal d'une part, entre la crête sphénoïdale et la lame perpendiculaire de l'os ethmoïde d'autre part.
- La synchondrose sphéno-pétreuse entre le bord postérieur de la grande aile de l'os sphénoïde et le bord antérieur de la partie pétreuse de l'os temporal.

### Synchondroses intra-osseuses
- La synchondrose manubrio-sternale.

## Synchondroses temporaires
Les synchondroses temporaires s'ossifient avec le temps pour devenir des synostoses.

### Synchondroses interosseuses
- La synchondrose sphéno-occipitale entre la partie basilaire de l'os occipital et la face postérieure du corps du sphénoïde qui se transforme en synostose entre 15 et 20 ans.

### Synchondroses intra-osseuses
- La synchondrose intraoccipitale antérieure entre la partie basilaire de l'os occipital et l'écaille de l'os occipital qui se transforme en synostose entre 4 et 10 ans.
- La synchondrose intraoccipitale postérieure entre la partie basilaire de l'os occipital et l'écaille de l'os occipital qui se transforme en synostose entre 2 et 3 ans
- Les cartilages épiphysaires (physes).

## Aspect clinique
En archéothanatologie, les synchondroses crâniennes qui se sont progressivement transformés en synostoses, permettent d'estimer l'âge au décès des individus étudiés.